# ادوین سی. جانسون
ادوین سی. جانسون (به انگلیسی: Edwin C. Johnson) سناتور سابق عضو حزب دموکرات ایالات متحده آمریکا بود. وی در سال ۱۹۳۷ تا ۱۹۵۵ میلادی سناتور ایالت کلرادو در سنای ایالات متحده آمریکا بود.